# Навольський Антін Йосипович
Антін Йосипович Навольський (1894, Зозулинці, Австро-Угорщина — 1965, Товсте, УРСР) — український релігійний діяч, військовик УГА.

## Життєпис
Закінчив Кіцманську гімназію, ветеринарний факультет Львівського університету (навчання перервала Перша світова війна), Станиславівську греко-католицьку семінарію.
У 1918 році вступив до УГА. У часі україно-польського конфлікту за Львів отримав тяжке поранений. До 1922 року перебував у таборі для полонених старшин УГА в Тухолі.
У 1930 році висвячений єпископом Григорієм Хомишиним, котрий його призначив на парафію Товстого. У селищі за його сприяння розпочали будівництво кам'яної церкви за проєктом земляка та архітектора Яна Зубжицького-Сас.
У червні 1941 року змушений був переховуватися від НКВС. У роки нацистської окупації стримував людей від погромів та видачі євреїв окупантам та їхнім поплічникам. У 1944—1945 роках під час поширення антипольської акції УПА на Поділля, закликав до припинення братовбивчого конфлікту і стримував жорстокість по відношенню до польських сусідів.
У часи войовничого атеїзму змушений з УГКЦ перейти у православ'я. У 1950-х роках за вказівкою комуністичної влади храм Архістратига Михаїла закрили, але попри все священник продовжував нелегально проводити Богослужіння аж до смерті.

## Нагороди
- Праведник народів світу (1993)[2].